# Venticano
Venticano község (comune) Olaszország Campania régiójában, Avellino megyében.

## Fekvése
Venticano egy, a Calore Irpino folyó völgyére néző domb tetején épült ki. Határai: Apice, Calvi, Mirabella Eclano, Pietradefusi és Torre Le Nocelle.

## Története
A települést az ókorban Castrum Venticani néven ismerték és valószínűleg közigazgatásilag Aeclanum városhoz tartozott. Első írásos említése, Vetticano néven, 776-ból származik, amikor a longobárd Beneventói Hercegséghez tartozott. A középkorban a Caracciolo, nápolyi nemesi család birtoka volt. 1948-ig Pietradefusi községhez tartozott.

## Népessége
A népesség számának alakulása:

## Főbb látnivalói
- a középkori épületekkel tarkított óváros
- a Santa Maria e Santo Alessio templom